# Horvati
Horvati su naselje u sastavu Grada Zagreba. Nalazi se u Gradskoj četvrti Brezovica.

## Stanovništvo
Prema popisu stanovništva iz 2001. godine, naselje je imalo 1470 stanovnika te 382 obiteljskih kućanstava.

Prema popisu stanovništva 2011. godine naselje je imalo 1490 stanovnika.
| broj stanovnika | 466   | 576   | 659   | 823   | 897   | 1074  | 1026  | 1201  | 1100  | 1191  | 1228  | 1273  | 1368  | 1427  | 1470  | 1490  | 1401  |
|                 | 1857. | 1869. | 1880. | 1890. | 1900. | 1910. | 1921. | 1931. | 1948. | 1953. | 1961. | 1971. | 1981. | 1991. | 2001. | 2011. | 2021. |

## Šport
- NK Horvati 1975, nogometni klub